# 氢正离子
氢正离子（英語：hydron）在化学中常指为原子氢的阳离子形式。由于氢原子只有一个电子，因此氢正离子实际上就是氢原子核。同位素氢-1（H）的正离子实际上就是质子。
在水溶液中，氢正离子往往以水合氢离子 H3O+ 的方式出现，而不是单独的质子。

## 参見
- 氢
- 原子
- 离子
- 质子
- 水合氢离子
- 氢负离子
- 酸

1. 1 2  . Chemical Entities of Biological Interest (ChEBI). UK: European Bioinformatics Institute.   [2020-10-11]. （原始内容存档于2021-01-26）.